# Manfred Wolf (Eishockeyspieler)
Manfred „Mannix“ Wolf (* 26. März 1957 in Aurora, Ontario) ist ein ehemaliger deutsch-kanadischer Eishockeyspieler, der nach seinem Karriereende als Eishockeytrainer arbeitete. Er ist Mitglied der Hockey Hall of Fame Deutschlands. Sein Sohn David Wolf ist ebenfalls professioneller Eishockeyspieler.

## Karriere

### Als Spieler
Aus Kanada wechselte er im Sommer 1978 nach Deutschland zum Mannheimer ERC in die Bundesliga als einer der ersten Spieler, die unter den Begriff Deutsch-Kanadier fallen. Ab der Saison 1985/86 spielte er bei der Düsseldorfer EG, bevor er ab der Saison 1990/91 wieder beim Mannheimer ERC spielte. Während der Saison 1991/92 verließ er Mannheim und wechselte in die Oberliga zum Frankfurter ESC, mit dem er in die 2. Bundesliga aufstieg. Nachdem er 1995 seine Karriere bei den Frankfurt Lions eigentlich schon beendet hatte, spielte er noch einmal in der Saison 1997/98 für die Ratinger Ice Aliens in der Regionalliga NRW.
Mit dem Mannheimer ERC wurde er 1980 Deutscher Meister, was er 1990 mit der Düsseldorfer EG wiederholte.
Wolf war während seiner aktiven Zeit in Mannheim bei den Fans sehr beliebt. Ihm wurde von ihnen der Spitzname „Mannix“ verliehen.
In der deutschen Nationalmannschaft kam er zu Einsätzen bei den Olympischen Winterspielen 1984 und 1988 sowie den Eishockey-Weltmeisterschaften 1981, 1982, 1983, 1985 und 1987.

### Als Trainer
Als Trainer war er unter Vertrag in Frankfurt, Ratingen, in Crimmitschau und zeitweise in den Niederlanden bei den Eaters Geleen und der niederländischen Eishockeynationalmannschaft.
Ab 2009 betreute er die Herrenmannschaft des ERV Chemnitz 07 „Wild Boys Chemnitz“. Im Dezember 2011 löste er seinen Vertrag auf, um als Projektleiter für einen Eisstadion-Neubau in Leipzig zu agieren. Ab Anfang Januar 2012 war er zunächst Interimstrainer der Icefighters Leipzig, erhielt dann aber einen Vertrag bis Saisonende und darüber hinaus. Letztlich betreute er die Icefighters bis zum Ende der Saison 2014/15.
Anfang Mai 2015 wurde Wolf von den Heilbronner Falken als Cheftrainer und Sportdirektor verpflichtet. Am 1. Februar 2016 gaben die Falken die Trennung bekannt. Der Verein begründete die Entscheidung damit, die Mannschaft habe sich nicht weiterentwickelt, man wolle mit einem neuen Trainer das Saisonziel Klassenerhalt erreichen.

### Sonstiges
Manfred Wolf war zudem Experte der DEL-Übertragung auf Eurosport, er agierte als Co-Kommentator von Oliver Faßnacht. Inzwischen ist er als Experte bei den NHL-Übertragungen von DAZN zu hören.

### Geschäftliches
Seit 2017 ist Manfred Wolf Geschäftsführer der Padok Ice Rinks Deutschland GmbH, die als deutsche Vertretung des gleichnamigen Unternehmens aus Tschechien agiert und als Geschäftszweck die Projektierung, Entwicklung, Errichtung, das Betreiben und die Vermarktung von schlüsselfertigen Eissporthallen angibt. In dieser Funktion war er auch 2018/2019 bei Verhandlungen um die Fortführung der Eissporthalle Solingen beteiligt, bei der er sein Unternehmen als Investor für die Eishalle ins Spiel brachte.
Seit Juni 2021 ist Manfred Wolf Geschäftsführer der Eistreff Waldbronn gemeinnützige GmbH, der Waldbronner Eissporthalle, welche aus dem kommunalen Betrieb in eine private Betreibergesellschaft überführt und so vor der Schließung gerettet wurde.
Weiterhin tritt Manfred Wolf als Referent bei Veranstaltungen sowie als Kommentator von NHL-Spielen in Erscheinung.